# Ellen Winther

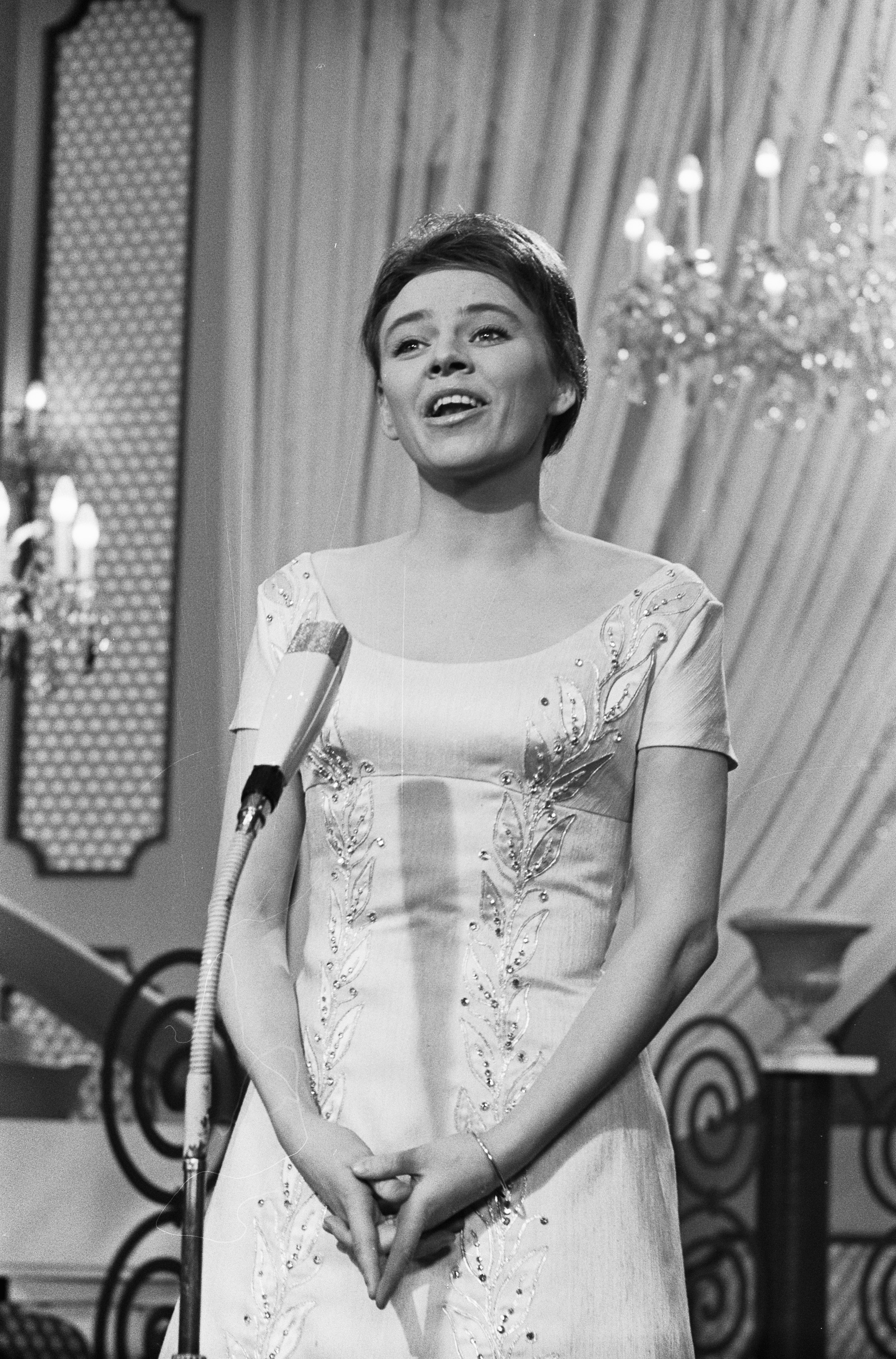
Ellen Winther beim Eurovision Song Contest 1962

Ellen Winther, auch Ellen Winther Lembourn, geborne Ellen Sørensen (* 11. August 1933 in Århus; † 13. August 2011 in Kopenhagen) war eine dänische Opernsängerin (Sopran) und Schauspielerin. 

## Leben
Ellen Winther wurde als Ellen Sørensen, als Tochter des Kaufmanns Laurits Sørensen und dessen Ehefrau Esther geboren. 
Winther studierte zunächst Musikpädagogik am Det Jyske Musikkonservatorium in Århus. 1955 schloss sie dort mit Diplom ab. Anschließend absolvierte sie bis 1957 an der Musikschule des Det Kongelige Teater eine Gesangsausbildung zur Opernsängerin. Ihr Bühnendebüt als Opernsängerin gab sie mit der Rolle des Cherubino in Le nozze di Figaro. Von 1957 bis 1987 war sie festes Ensemblemitglied am Det Kongelige Teater. Sie sang hauptsächlich das Rollenfach der Soubrette und der Koloratursoubrette, trat dort jedoch auch als Schauspielerin auf. Winther übernahm schwerpunktmäßig Rollen in Operetten: die Adele in der Operette Die Fledermaus gehörte zu ihren besonderen Glanzrollen. Gelegentlich trat sie auch immer wieder als Opernsängerin in Erscheinung, so als Violetta in La traviata. Gastspiele als Opernsängerin gab sie unter anderem an der Den Jyske Opera in Århus. 1964 gastierte sie am Opernhaus Kiel. 
Als Schauspielerin stand sie am Det Kongelige Teater unter anderem als Puck in Ein Sommernachtstraum (1957), in der Spielzeit 1971/1972 als Zofe Pernille in Ludvig Holbergs Lustspiel Die Wankelmütige (Den vægelsindede) und 1986 als Clotilde Pontagnac in der Komödie Einer muss der Dumme sein von Georges Feydeau auf der Bühne. 
1975 sang sie am Scala-Theater in Kopenhagen die Rolle der Alice Couder in der Operette Die Dollarprinzessin. Außerdem trat sie in Musikrevuen und Musicals auf, so unter anderem 1994 am Theater Amagerscenen in Kopenhagen als Mutter Oberin in dem Musical The Sound of Music. Als Theaterschauspielerin war sie häufig in der Komödie Otello darf nicht platzen (Skaf mig en tenor) von Ken Ludwig zu sehen, so 1992 am Privat Teatret in Kopenhagen.
Winther wirkte auch in einigen Operettenfilmen und Operettenverfilmungen für das dänische Fernsehen mit, so als Hannerl Tschöll in Das Dreimäderlhaus (1959), als Adele in Die Fledermaus (1968), als Ciboletta in Eine Nacht in Venedig (1969) und als Prinzessin Helene in Ein Walzertraum (1967). 
1962 nahm Ellen Winther mit dem Lied Vuggevise für Dänemark am Grand Prix Eurovision de la Chanson teil; sie erreichte den 10. Platz. Es war ihr einziger Auftritt beim Grand Prix Eurovision de la Chanson. 
1983 erhielt sie für ihre künstlerischen Leistungen den Dannebrogorden. 1996 wurde sie mit dem Olaf-Poulsen-Schauspielerpreis ausgezeichnet.

## Privates
Winther war zweimal verheiratet. Von 1960 bis 1966 war sie mit dem dänischen Pianisten John Winther (1933–2012) verheiratet. In zweiter Ehe war sie von 1973 bis 1997 bis zu seinem Tod mit dem Politiker Hans Jørgen Lembourn verheiratet. Winther starb im Alter von 78 Jahren.

## Filmografie (Auswahl)
- 1959: Jomfruburet (Das Dreimäderlhaus)
- 1959: De sjove år
- 1965: Landmandsliv
- 1967: Valsedrømme (Ein Walzertraum)
- 1968: Flagermusen (Die Fledermaus)
- 1969: En Nat i Venedig (Eine Nacht in Venedig)
- 1975: Sønnen fra vingården
- 1978: Die Leute von Korsbaek (Matador Fernsehserie, 3 Folgen)
- 1984: Kopenhagen – Mitten in der Nacht (Midt om natten)
- 1986: Jul på slottet (Fernsehserie, 24 Folgen)
- 1987: Kampen om den røde ko
- 1988: Jydekompagniet
- 1995: Kun en pige